# Grow Old with Me
"Grow Old with Me"는 존 레논에 씌여진 마지막 곡 중 하나이다. 1980년 버뮤다에서 여름 휴가를 보내는 동안 씌여졌고, 데모로만 남아있던 곡은 레논의 사후 앨범 《Milk and Honey》에 수록되어 발표되었다.

## 유래와 영감
이 곡의 제목과 가사에서는 19세기 영국 시인 로버트 브라우닝이 아브라함 이븐 에즈라에 대해 쓴 시 "Rabbi Ben Ezra"의 시작 부분 두 줄 "Grow old along with me!  The best is yet to be"가 인용되고 있다.
1980년 여름 어느 날 밤, 레논의 아내 오노 요코는 로버트 브라우닝의 아내 엘리자베스 배럿 브라우닝이 쓴 시 "How Do I Love Thee?"로부터 영감을 얻어 "Let Me Count the Ways"라는 곡을 작곡, 버뮤다에서 여름 휴가를 보내고 있던 레논에게 전화를 걸어 들려주었다. 이에 레논이 무척 마음에 들어하자, 오노는 레논에게 자신의 곡에 대한 응답송으로 로버트 브라우닝의 시로부터 어떤 곡을 만들 수 없을 지 제안했다. 마침 그 날 오후 레논은 어느 야구 선수에 관한 1950년대 영화를 보게 되었고, 극 중 그 야구 선수의 여자 친구가 로버트 브라우닝의 시("Rabbi Ben Ezra")를 그 야구 선수에게 보내는 장면에서 깊은 인상을 받았다. 이 사건에서 영감을 받은 레논은 오노의 곡에 응답을 하는 곡을 곧 썼고, 오노에게 전화를 걸어 자신이 쓴 곡을 들려주었다.

## 가사
"Let Me Count the Ways"과 "Grow Old with Me"는 브라우닝 부부의 시를 평상시 존경해 온 레논 부부가 브라우닝 부부의 시로부터 영감을 얻어 의도적으로 서로를 향해 쓴, 대화를 나누는 형식의 곡이었다. 그리고 레논의 "Grow Old with Me"는 레논에게 메시지를 전한 오노의 곡 "Let Me Count the Ways"에 대한 응답송이었다.
| “ | 생각해 보세요 내가 당신을 어떻게 사랑하는지 / 새벽녘 느끼는 온화한 바람 같고 / 밤이슬을 닦는 첫 햇살 같고 / 금줄이 수놓아져 있는 구름 같아 / 부드럽게 말을 걸어주는 / '오늘도 좋은 날이 될거야'라고 우리에게 / 고마워, 고마워, 고마워 (Let me count the ways how I love you / It's like that gentle wind you feel at dawn / It's like that first sun that hits the dew / It's like that cloud with a gold lining / telling us softly / That it'll be a good day, a good day for us / Thank you, thank you, thank you) | ” |
|   | — 오노 요코의 "Let Me Count the Ways"의 전반부 가사 |   |

| “ | 나와 함께 늙어갑시다 / 가장 좋은 순간이 우리에게 아직 남아 있어요 / 그 때가 오면 / 우리는 한 몸이 될 수 있어요 / 신이여 우리의 사랑을 축복하소서 / 신이여 우리의 사랑을 축복하소서 (Grow old along with me / The best is yet to be / When our time has come / We will be as one / God bless our love / God bless our love) | ” |
|   | — 존 레논의 "Grow Old with Me"의 전반부 가사 |   |

## 녹음
원래 "Grow Old with Me"는"Let Me Count the Ways"와 함께 《Double Fantasy》 앨범에 포함될 곡이었다. 하지만, 레논과 오노는 크리스마스 이전에 앨범을 완성하고 발표하기 위해 마감 기한을 맞추려고 노력했으며, 다음 앨범 《Milk and Honey》을 위해 다음 해까지 녹음을 연기하기로 결정했다. 하지만 1980년 12월 레논의 사망으로 이것은 결코 실현되지 않았다. 레논은 호른과 다른 편곡을 통해 이 곡을 "커플들이 결혼할 때 마다 연주될 수 있는 웨딩송의 스탠다드"로 구상했었다.
이 데모는 "Grow Old with Me"의 몇몇 홈 데모 중 하나이며 《Milk and Honey》를 통해 발표됐다. 피아노, 리듬 박스와 함께 카세트가 있는 부부 침실에서 녹음된 이 데모는 "Grow Old with Me"의 마지막 데모로 알려져 있으며, 공식적으로 공개된 "Grow Old with Me"의 유일한 데모이다. 피아노, 또는 어코스틱 기타와 함께 녹음된 다른 카세트 테이프의 데모들은 부트렉 상인들을 통해 발매됐다. 이 데모들은 도난당한 데모들로 여겨지고 있다.
1998년 오노의 요청에 따라 조지 마틴은 《John Lennon Anthology》 박스 세트에서 오케스트레이션 버전을 제작했다. 이 버전은 나중에 편집 앨범 《Working Class Hero: The Definitive Lennon》와 《Gimme Some Truth》에 포함됐다.

## 참여 인원
- 존 레논 – 보컬, 피아노

John Lennon Anthology 버전
- 존 레논 – 보컬, 피아노
- 조지 마친 – 오케스트라 편곡

## 커버 버전
- 캐나다 가수 피터 랜달은 1990년 앨범 《Better Times》을 통해 이 곡의 커버 버전을 녹음하고 발표한 최초의 가수였다.
- 메리 채핀 카펜터는 1995년 앨범 《Working Class Hero: A Tribute to John Lennon》에서 "Grow Old with Me"의 커버 버전을 녹음했다. 이 버전은 주로 레논의 독창적인 홈 녹음 형태가 그대로 유지되고 있다. 대부분의 노래에서 채핀은 피아노와 함께 노래를 부르는 것을 특징으로 한다.
- 그룹 영스타운은 2001년 그들의 두번째 앨범 《Down For the Get Down》에서 이 곡의 커버 버전을 발표했다.
- 2005년 포스탈 서비스는 국제사면위원회의 캠페인 "Make Some Noise"를 통해 이곡의 일렉트로니카 풍 커버 버전을 발표했다. 이 커버 버전은 2007년 자선공연 앨범 《Instant Karma: The Amnesty International Campaign to Save Darfur》를 통해 발표됐다.
- 2008년 글렌 캠벨은 그의 앨범 《Meet Glen Campbell》에서 이 곡의 커버 버전을 발표했다.

## 같이 보기
- 비틀즈 앤솔로지
- Let Me Count the Ways